# Team Designa Køkken-Blue Water
 Ikke at forveksle med Designa Køkken-Knudsgaard.
Team Designa Køkken-Blue Water var et dansk cykelhold, der cyklede i den europæiske UCI Continental-klasse. Team Designa blev grundlagt i 2004 af Christian Andersen i samarbejde med Silkeborg IF Cykling og Designa Køkken. Fra 2010-sæsonen fusionerede Team Designa Køkken med Herning Cykle Klubs elitehold, Blue Water-Cycling for Health, og blev til Team Designa Køkken-Blue Water. Begge hovedsponsorer meddelte i sommeren 2010 at de ikke ville forlænge deres økonomiske støtte til holdet, og efter det ikke lykkedes for teamchef Michael Blaudzun at skaffe nye sponsorer lukkede holdet efter afslutningen på sæsonen 2010. Fra 2011 gik virksomheden Designa Køkken med som navnesponsor for det nyetablerede talenthold Team Designa Køkken-Knudsgaard fra Nr. Søby ved Skive.
Holdet opfostrede danske talenter som Jakob Fuglsang og Alex Rasmussen.

## 2009

### Sejre
| Dato        | Løb                                     | UCI-løbskategori | Rytter              |
| ----------- | --------------------------------------- | ---------------- | ------------------- |
| 8. marts    | Prix de Lillers                         | 1.2              | Aleksejs Saramotins |
| 4. april    | 3. etape af La Boucle de l'Artois       | 2.2              | Sergey Firsanov     |
| 3.-4. april | Samlet klassement La Boucle de l'Artois | 2.2              | Sergey Firsanov     |
| 19. april   | 4. etape af Rhône-Alpes Isère Tour      | 2.2              | Allan Johansen      |
| 2. maj      | Grand Prix Herning                      | 1.1              | René Jørgensen      |
| 17. maj     | GLS Pakkeshop Grand Prix                | 1.2              | René Jørgensen      |
| 4. juni     | 2. etape af Ringerike Grand Prix        | 2.2              | Sergey Firsanov     |
| 3.-7. juni  | Samlet klassement Ringerike Grand Prix  | 2.2              | Sergey Firsanov     |
| 12. juni    | Danske mesterskaber – enkeltstart (U23) | NC               | Jimmi Sørensen      |
| 13. juni    | 3. etape af Ronde de l'Oise             | 2.2              | Aleksejs Saramotins |
| 14. juni    | 4. etape af Ronde de l'Oise             | 2.2              | Allan Johansen      |
| 26. august  | Druivenkoers - Overijse                 | 1.1              | Aleksejs Saramotins |
| 3. oktober  | Münsterland Giro                        | 1.1              | Aleksejs Saramotins |

### Ryttere
|                     | Rytter              | Fødselsdag               |
| ------------------- | ------------------- | ------------------------ |
| Allan Johansen      | Allan Johansen      | 14. juli 1971 (53 år)    |
| Kasper Jebjerg      | Kasper Jebjerg      | 21. marts 1985 (40 år)   |
| Michael Reihs       | Michael Reihs       | 25. april 1979 (45 år)   |
| Jimmi Sørensen      | Jimmi Sørensen      | 7. november 1990 (34 år) |
| Aleksejs Saramotins | Aleksejs Saramotins | 8. april 1982 (42 år)    |
| Mads Christensen    | Mads Christensen    | 6. april 1984 (40 år)    |

|                       | Rytter                | Fødselsdag               |
| --------------------- | --------------------- | ------------------------ |
| Michael Tronborg      | Michael Tronborg      | 13. juli 1983 (41 år)    |
| René Jørgensen        | René Jørgensen        | 26. juli 1975 (49 år)    |
| Thomas Oredsson       | Thomas Oredsson       | 2. februar 1980 (45 år)  |
| Sergey Firsanov       | Sergey Firsanov       | 7. marts 1983 (42 år)    |
| Marc Hester           | Marc Hester           | 28. juni 1985 (39 år)    |
| Kim Marius Nielsen    | Kim Marius Nielsen    | 16. januar 1986 (39 år)  |
| Vegard Robinson Bugge | Vegard Robinson Bugge | 7. december 1989 (35 år) |

## Danmarksmestre
2009
 U23-Danmarkarksmester i enkeltstart, Jimmi Sørensen

## Kendte tidligere ryttere på holdet
- Allan Bo Andresen (2005-2006)
- Mads Christensen (2007-2009)
- Laurent Didier (2009)
- Sergej Firsanov (2009-2010)
- Jakob Fuglsang (2006-2008)
- Bas Giling (2009)
- Rasmus Guldhammer (2008)
- Thomas Kvist (2006)
- Allan Johansen (2008-2009)
- Martin Mortensen (2007-2008)
- Alex Rasmussen (2008)
- Aleksejs Saramotins (2009)
- Chris Anker Sørensen (2005-2006)